# Kenneth Golding
Kenneth Dunstan Golding (ur. 18 sierpnia 1921 w Rochford, zm. 24 kwietnia 1985 w Bluestone Hill na wyspie Alderney) – singapurski żeglarz, olimpijczyk.
Wystąpił na Letnich Igrzyskach Olimpijskich 1956 w klasie Dragon, razem z Nedem Holidayem, Keithem Johnsonem i Robertem Ho. Zajęli ostatnie 16. miejsce.